# Itariri
Itariri este un oraș în São Paulo (SP), Brazilia.